# Татаркино (Рязанская область)
Татаркино — деревня в Старожиловском районе Рязанской области. Входит в Мелекшинское сельское поселение

## География
Находится в западной части Рязанской области на расстоянии приблизительно 18 км на восток-юго-восток по прямой от районного центра поселка Старожилово на левом берегу реки Проня.

## История
Была отмечена еще на карте 1840 года. В 1859 году здесь (тогда деревня Пронского уезда Рязанской губернии) было учтено 99 дворов, в 1884—129, в 1897 году — 178.

## Население
Численность населения: 803 человека (1859 год), 1618 (1897), 328 в 2002 году (русские 95 %), 357 в 2010.